# Pardaliparus
Pardaliparus là một chi chim trong họ Paridae.

## Các loài
| Hình ảnh | Tên khoa học            | Tên thông dụng | Phân bổ     |
| -------- | ----------------------- | -------------- | ----------- |
|          | Pardaliparus venustulus |                | Trung Quốc  |
|          | Pardaliparus elegans    |                | Philippines |
|          | Pardaliparus amabilis   |                | Philippines |